# Oppidum Lindenhof
Das keltische Oppidum Lindenhof stand auf dem namensgebenden Hügelzug Lindenhof in der Schweizer Stadt Zürich. Es bildete das Siedlungszentrum des gallo-römischen Vicus Turicum im ersten vorchristlichen Jahrhundert.

## Topographie

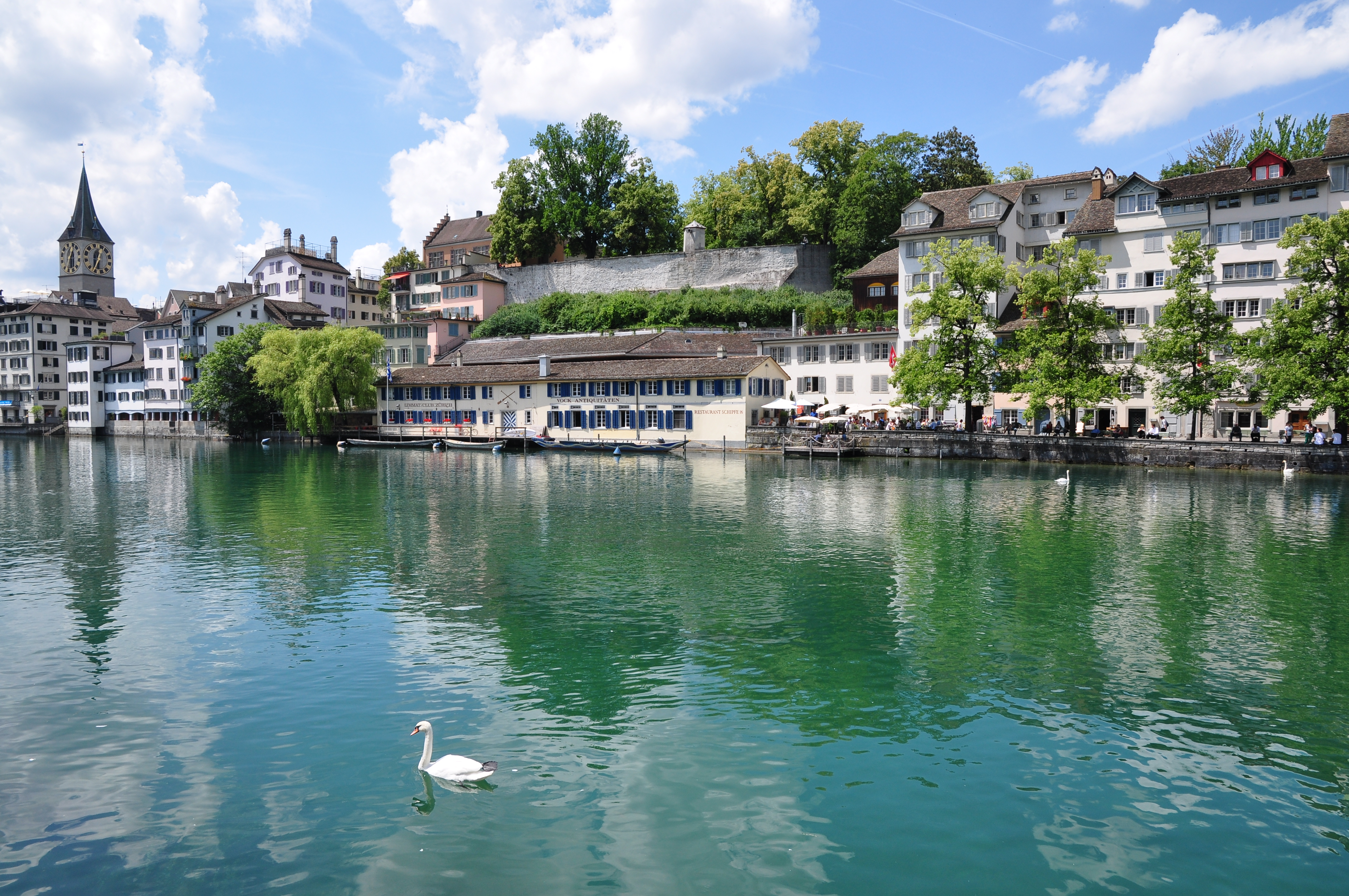
Limmat, Schipfe und Lindenhof–Moräne

Als markanteste Erhebung des Quartiers Lindenhof (Kreis 1) bildet der Hügelzug des Lindenhofs, nördlich in den Sihlbühl übergehend, das Zentrum der Zürcher Altstadt am linken Ufer der Limmat. Seit dem Bau der Uraniastrasse (1905) wird der Lindenhof–Sihlbühl im Norden – das Areal des ehemaligen Klosters Oetenbach respektive der Polizeihauptwache (Amtshaus I) – von dieser begrenzt und reicht im Süden bis zur Kirche St. Peter. Der heute weitgehend abgeflachte Lindenhof (428 m ü. M.) erhebt sich rund 25 Meter über dem Niveau der Limmat auf Höhe der Schipfe (405 m ü. M.).
Die keltische Siedlung aus der Spätlatènezeit (1. Jh. v. Chr.) lag auf dem Lindenhof–Sihlbühl. Überreste sind auf der Kuppe und am westlichen Abhang, im Bereich des dicht bebauten Stadtgebiets im Umfeld von Rennweg und Oetenbachgasse nachgewiesen. An der Fortuna- und Oetenbachgasse sind Teile eines aus der gleichen Zeit stammenden, mächtigen V–förmigen Grabens entdeckt worden, der zur Befestigung gehört oder Stadtteile respektive Quartiere der keltischen Siedlung getrennt haben könnte. Die derzeit archäologisch bekannte Ausdehnung des Siedlungsgebiets aus dem 1. Jahrhundert v. Chr. beträgt rund 3,5 Hektar.

## Besiedlungsgeschichte

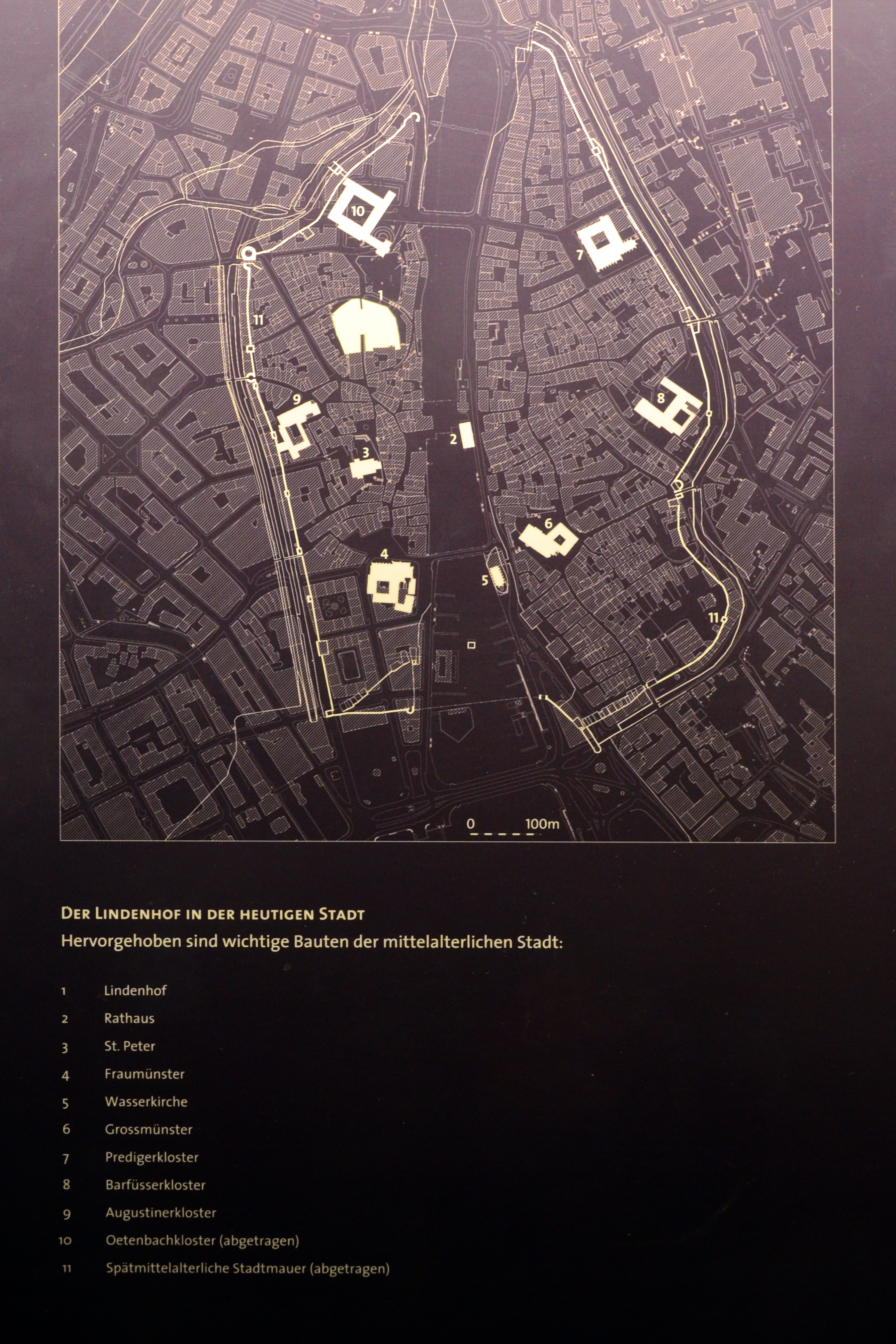
Das keltische Siedlungsgebiet auf dem Lindenhof mit den Umrissen des spätrömischen Kastells

Die aus der Moränenbildung entstandenen Flachuferzonen des Zürichsees förderten zwischen 4500 und 850 v. Chr. die Bildung jungsteinzeit- und bronzezeitlicher Seeufersiedlungen beim Seeabfluss der Limmat, beispielsweise beim Kleinen und Grossen Hafner sowie beim Bauschänzli, Alpenquai und Lindenhof. Spätestens in der Mittelbronzezeit (um 1500 v. Chr.) dürfte der Lindenhof bewohnt gewesen sein, wie Fundstücke von Werkzeugen aus der Limmat vermuten lassen. Der Lindenhof war damals wohl weitgehend von Wasser umgeben: Noch bis ins Frühmittelalter war der südlich anliegende Münsterhof eine sumpfige, von einem hier in die Limmat mündenden Sihlarm überflutete Mulde.
Bis ins Jahr 1997 konnte eine Siedlung aus der Spätlatènezeit archäologisch nicht nachgewiesen werden, obwohl Funde zwar vorlagen, aber nicht als keltischen Ursprungs erkannt wurden. Vermutet wurde eine Fluss–/Seesiedlung an der Limmat im Zusammenhang mit dem Oppidum Uetliberg und dem Fürstengrabhügel Sonnenbühl auf Gemeindegebiet des benachbarten Uitikons.
Der frühe Stadtwerdungsprozess von Zürich wurde mit dem Ausbau des römischen Vicus Turicum ab 15 v. Chr. vermutet, als nach dem Alpenfeldzug von Drusus und seinem Bruder Tiberius das Gebiet am linken Ufer des Zürichsees dem Grenzbereich der römischen Provinzen Raetia und Germania superior eingegliedert wurde. Der Hügel war Teil einer vermutlich eher kleinen, unbefestigten Siedlung, die sich um die Zollstation auf beiden Seiten der Limmat erstreckte.
Turicum, der römische Name des heutigen Zürich, wird erstmals Ende des 2. Jahrhunderts n. Chr. erwähnt, auf einem beim Lindenhof entdeckten Grabstein des anderthalbjährigen Lucius Aelius Urbicus, Sohn des Vorstehers der römischen Zollstation. Der bereits 1747 entdeckte Grabstein des Lucius Aelius Urbicus förderte wiederholt Spekulationen über eine keltische Siedlung: Die lateinische Bezeichnung STA{TIONIS} TURICEN{SIS} für die Zollstation Turicum lässt auf einen vorlateinischen Ursprung der Ortsbezeichnung schliessen, wenn auch die Herkunft des Namens nicht geklärt ist. Am wahrscheinlichsten scheint nach aktuellen Erkenntnissen eine Ableitung Turicon vom keltischen Personennamen Turos. Aus der römischen Epoche sind im Bereich des Lindenhofs mehrere Steingebäude bekannt: In der Thermengasse (Weinplatz), wo einst eine Limmatbucht lag, können Überreste der öffentlichen römischen Badeanlage besichtigt werden, im sogenannten Lindenhofkeller römische Fundamente und Überreste des Kastells aus dem späten 4. Jahrhundert. Die angrenzende Kirche St. Peter steht vermutlich an der Stelle eines römischen Jupitertempels, und beim Grossen Hafner fanden die Zürcher Unterwasserarchäologen die Überreste eines Rundtempels (Inselheiligtum) aus dem Jahr 122 n. Chr.
Zur frühmittelalterlichen und späteren Siedlungsgeschichte siehe Lindenhof (Zürcher Hügelzug), Quartier Lindenhof und Geschichte der Stadt Zürich.

## Archäologische Erforschung

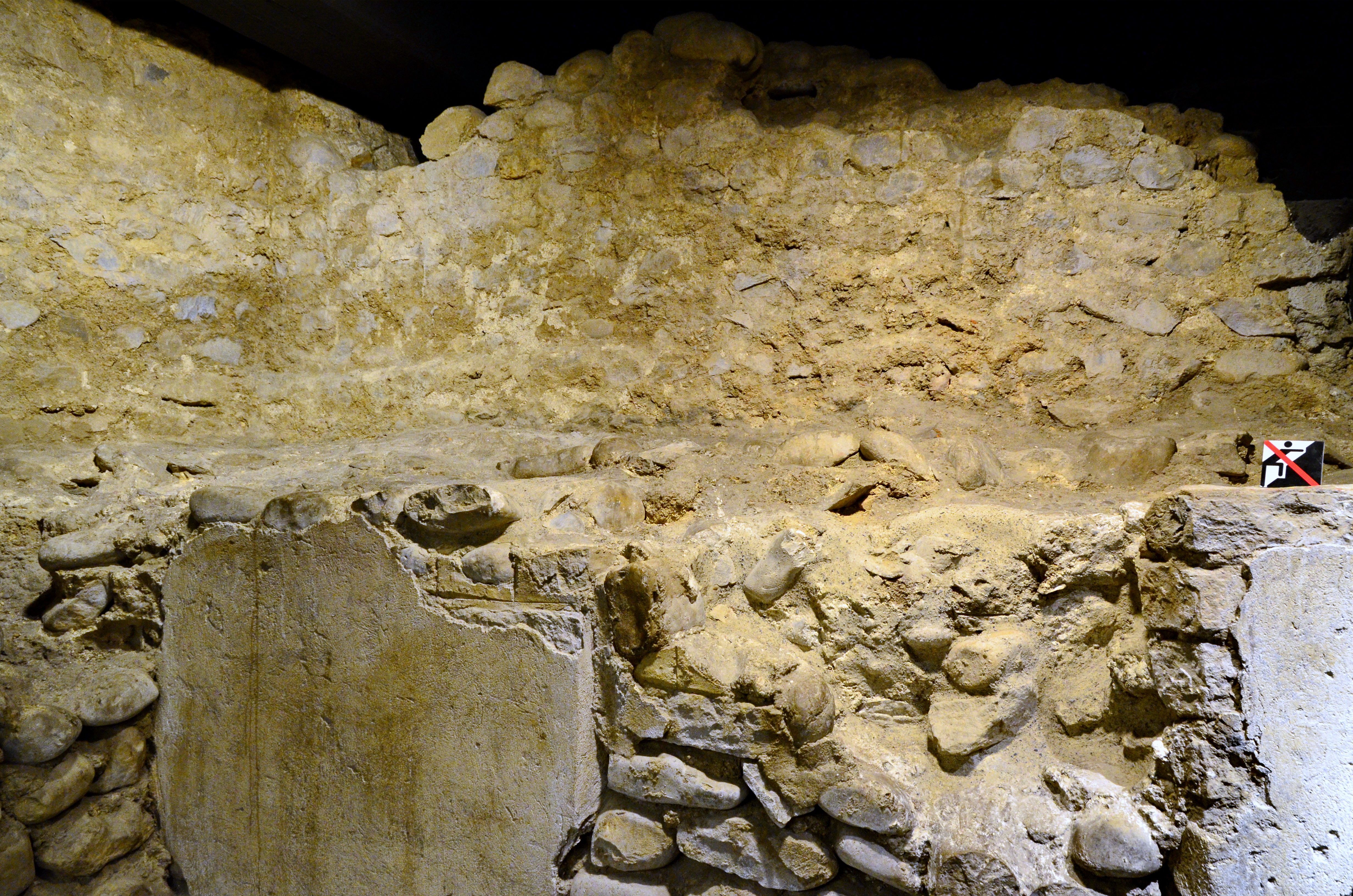
Überreste eines römischen Gebäudes im sogenannten Lindenhofkeller.

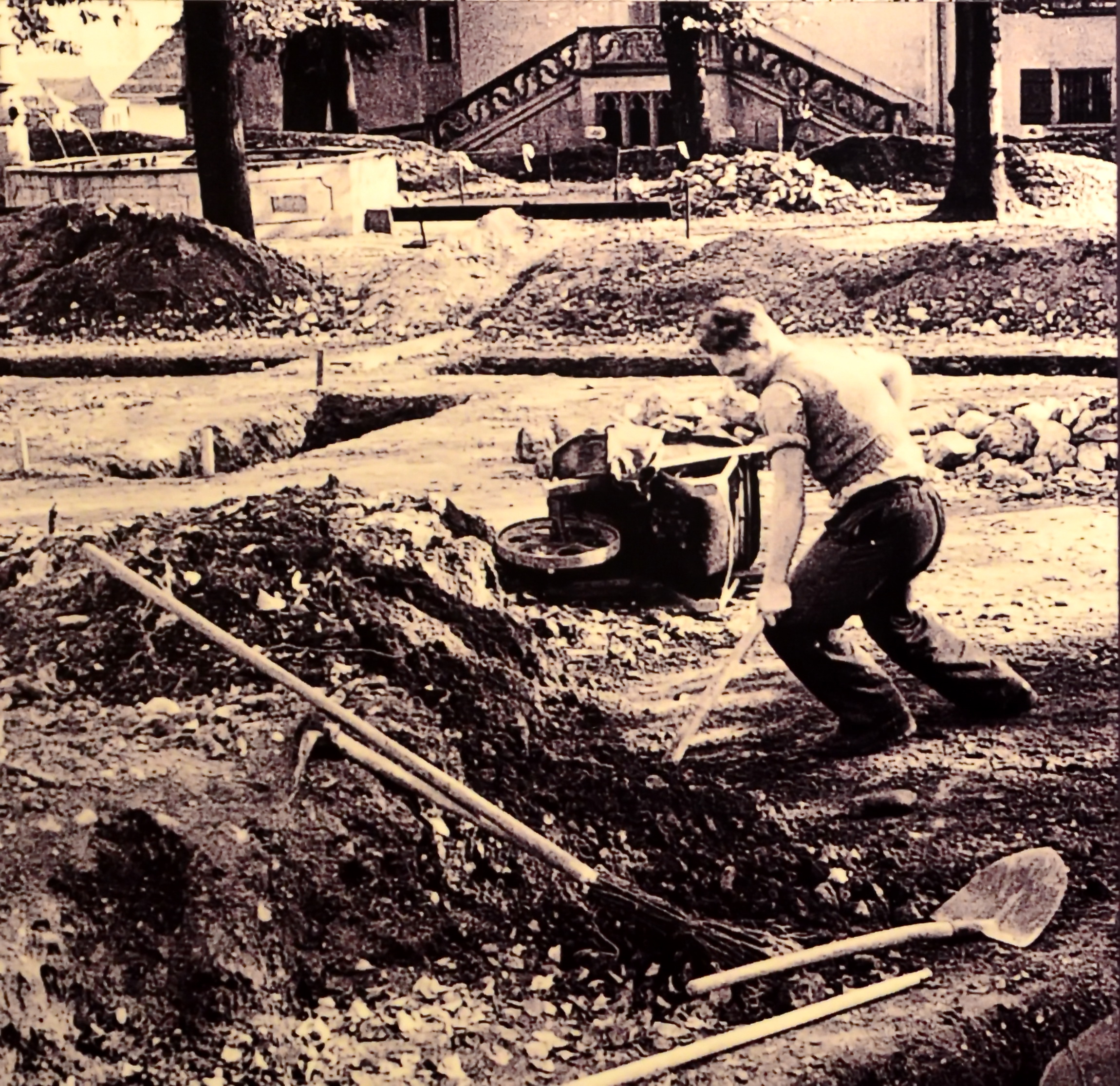
Grabungsarbeiten auf Initiative von Emil Vogt, 1937/38

Der Moränenhügel zählt zu den bedeutendsten archäologischen Fundstellen der Schweiz. Ferdinand Keller, der Gründer der Antiquarischen Gesellschaft und Pionier der Zürcher Altertumsforschung, hatte im 19. Jahrhundert auf dem Lindenhof keltische Siedlungsspuren vermutet. Er fand dort zwar einen Graben, den er den Kelten zuschrieb, konnte aber keine stichhaltigen Beweise vorbringen. Am 3. Juli 1890 kamen in einer Baugrube beim damaligen Börsengebäude an der Bahnhofstrasse 1 (Bürkliplatz) in 5,5 Metern Tiefe mehrere Metallklumpen zum Vorschein, deren grösster 59,2 Kilogramm wiegt, und die über Jahrzehnte hinweg historisch nicht eingeordnet werden konnten.
Die Ernüchterung für die Keltenforschung folgte 1937/38, als der Prähistoriker Emil Vogt die ganze Lindenhofkuppe mit über 100 Sondierschnitten durchsuchte – und nichts als römische Relikte fand, hingegen keinen Beleg für eine frühe keltische Siedlung. Grabungsleiter Vogt stellte weitere Spuren der frührömischen Militäranlage sicher, die er in einen Zusammenhang mit den römischen Alpenfeldzügen im Jahr 15 v. Chr. stellte, Wie sich sechzig Jahre später herausstellte, lagen die keltischen Schichten deutlich tiefer als die Sondierbohrungen reichten und waren in den sterilen Moränengrund eingebettet, sodass sie sich optisch kaum von den ältesten Verfüllungen mit demselben Material unterscheiden. Professor Vogt glaubte, mit seinen Sondierschnitten die sterile Moräne bereits erreicht zu haben, weshalb er keine eindeutigen Befunde erhielt: Tatsächlich hatte er einige keltische Scherben gefunden, sie aber aufgrund des damaligen Forschungsstands nicht als solche erkennen können. In den Jahrzehnten seit Vogts Ausgrabungen gingen die archäologischen Untersuchungen in bescheidenem Rahmen weiter, allerdings nicht flächendeckend. Infolge des dicht überbauten historischen Stadtzentrums erfolgten lediglich Rettungsgrabungen, die sich meist den Vorgaben des jeweiligen Bauprojektes unterzuordnen hatten. 1989 entdeckten Archäologen beim Umbau des Hotels Widder am Rennweg erstmals Spuren einer keltischen Siedlung; die Bedeutung der Funde wurde allerdings erst erkannt, als im Jahr 1997 zweifelsfrei Reste von keltischen Gebäuden aus der Spätlatènezeit gefunden wurden.
1997 hat die Abteilung Denkmalpflege und Archäologie der Stadt Zürich die Grabungsleitung für die immer zahlreicher werdenden Rettungsgrabungen mit  Margrit Balmer neu besetzt. Bei der Begutachtung von nicht zweifelsfrei klassifizierten Funden aus früheren Grabungen stiess sie überraschend auf eindeutig keltische Funde, die bis anhin im Depot übersehen worden waren. Bei den Kanalisationssanierungen am Rennweg in den Jahren 1997 bis 1999 erfolgte der Durchbruch: «Wir befanden uns mitten in einer keltischen Siedlung!» 1999 haben der Schweizerische Nationalfonds, die Stadtarchäologie und die Kantonsarchäologie Zürich ein mehrjähriges Projekt aufgegleist. Dieses umfasst neue Grabungen und schwerpunktmässig das Sichten und Neubearbeiten der zahlreichen Rettungsgrabungen, die seit den 1960er-Jahren in der Altstadt durchgeführt worden waren – mit einer Fülle von Einzelinformationen, welche fehlender Kapazitäten wegen wissenschaftlich nie gesamthaft analysiert worden waren.
Seither wurden bei Grabungen am Fuss des Lindenhofs weitere Funde sichergestellt, deren wissenschaftliche Auswertung die keltische Besiedlung Zürichs zweifelsfrei belegt. Im Sommer 2007 wurde im Rahmen einer Grabungskampagne durch die städtische archäologische Fachstelle im Hinterhof der Liegenschaft Rennweg 35 eine 20 Meter lange und 5 Meter breite Fläche anlässlich einer Kellererweiterung in einer Tiefe von vier Metern erfasst. Im keltischen Siedlungshorizont des 1. Jahrhunderts v. Chr. fanden sich eine Steinpflästerung und Reste von Holzbauten sowie Fragmente von Weinamphoren aus Italien und Tüpfelplatten, die bei der Herstellung von Münzen verwendet wurden. In römischer Zeit und im Mittelalter wurde das Areal nicht überbaut, sondern als Grünfläche oder Hinterhof – im 19. Jahrhundert befand sich hier ein Ziergarten mit Weiher – genutzt.

## Befunde

### Siedlungsgebiet

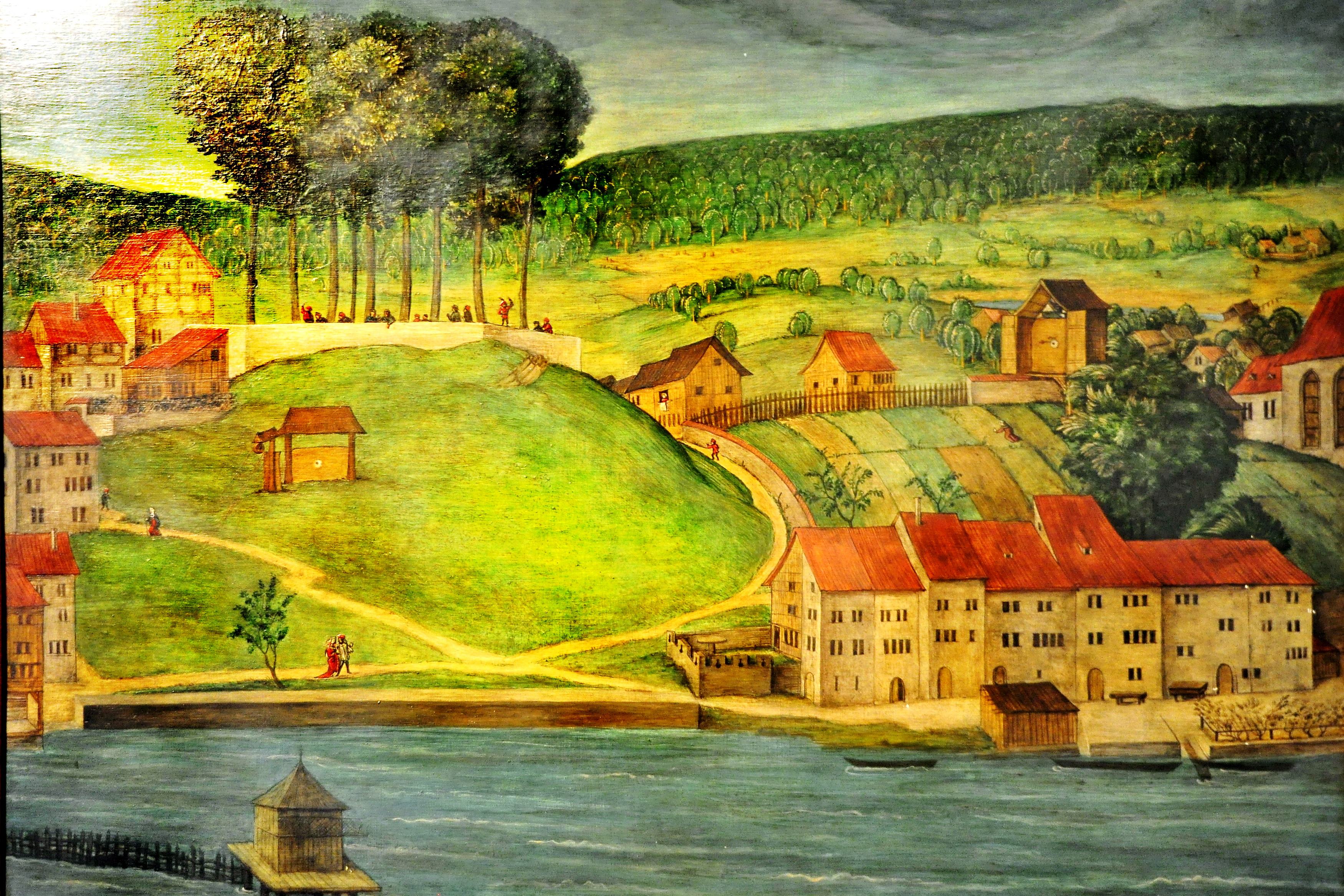
Der Lindenhof mit dem rechts angrenzenden Plateau des Sihlbühls und die Schipfe auf den Altarbildern von Hans Leu dem Älteren

Insbesondere die nachfolgenden Grabungen, hauptsächlich an der Oetenbachgasse und auf einer kleinen, dem Lindenhof im Nordwesten vorgelagerten Terrasse, lieferten aufschlussreiche Informationen. Für eine keltische Siedlung ist der Lindenhof topographisch geradezu prädestiniert: Der isolierte, im Osten steil zur Limmat abfallende Moränenhügel bietet eine natürliche Schutzlage. Nach Norden und Westen senkt sich der Hügel flacher ab – hier breitete sich zur Zeit der keltischen Besiedlung und bis ins Hochmittelalter das weite Flussdelta der Sihl aus. Dieses teilte sich bei Hochwasser in viele Arme auf und verwandelte den Lindenhofhügel in eine Insel, weil die Sihl nicht wie heute direkt in die Limmat mündete, sondern vor dem Lindenhof südwärts in den See entwässerte. An dieser Stelle bauten die Kelten ihre Siedlung und nutzten deren strategisch hervorragende Lage.
Die geschätzte Siedlungsfläche von mindestens 3,5 Hektaren gilt für ein Oppidum nach Cäsars Berichten als sehr klein, dennoch misst die Grabungsleiterin dem Ort Zentrumsfunktionen zu, vor allem wegen der Lage am Ausfluss des Zürichsees. Der verkehrsgünstige Standort lässt einen Umschlagplatz (Weinplatz) für den Warentransport auf dem Land- und Wasserweg vermuten, und die Handelsrouten konnten überwacht und Zölle erhoben werden, wie dies für die römische Siedlungsepoche durch Inschriften nachgewiesen ist. Ob die vergleichsweise kleine Siedlung befestigt war, lässt sich vorläufig nicht zweifelsfrei bestimmen; bei der Grabungskampagne von 2004 wurde zwar an der Fortuna-/Oetenbachgasse ein V–förmiger Graben von 42 Metern Länge festgestellt, der aber als innere Quartiereinteilung gedeutet wird. Er stammt aus der Zeit um 80/60 v. Chr. und wurde in römischer Zeit zugeschüttet.
Das Innere der Siedlung ist noch weitgehend unerforscht, liegen die keltischen Überreste doch durchgehend im dicht überbauten Stadtzentrum. Von den keltischen Gebäuden liessen sich daher jeweils nur kleine Ausschnitte ausgraben und aufgrund der kleinen Untersuchungsflächen nur teilweise Hausgrundrisse gesamthaft abbilden. Dennoch unterscheiden sich nach aktuellen Erkenntnisse zwei zeitlich nachfolgende Bauweisen: Die älteren, spätkeltischen Häuser wurden in der sogenannten Pfostenbauweise errichtet, bei den jüngeren handelte es sich um Holzhäuser in Fachwerkbauweise. Im Innern der Gebäude fanden sich Feuerstellen und verschiedene Gruben, vermutlich Vorratskeller oder Abfalldeponien. Brandschichten weisen Feuersbrünste nach, die vermutlich in diesen grösstenteils aus Holz errichteten Siedlungen nicht selten waren (eine exakte Datierung ist offen). In einer solchen Brandschicht lagen mehrere Vorratstöpfe mit Getreidekörnern, von der Archäobotanik als Dinkel analysiert. Ein auffälliger Fund fand sich im Hinterhof der Häuser Rennweg 5/7: Ein riesiger Findling mit einem Hohlraum, der als Feuerstelle diente. In unmittelbarer Nähe lagen fast vollständig erhaltene Töpfe, was die Grabungsleiterin einen Ort mit kultischer Bedeutung vermuten lässt, aber auch andere Deutungen ermöglicht.

### Potinklumpen
Die im Jahr 1890 an der Bahnhofstrasse (Siedlungsplatz Alpenquai) sichergestellten «Potinklumpen», deren grösster 59,2 Kilogramm wiegt, werden im Landesmuseum verwahrt und konnten von der Forschung bis vor kurzem nicht eingeordnet werden.

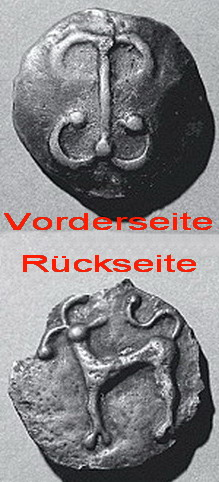
Potinmünze Zürcher Typ

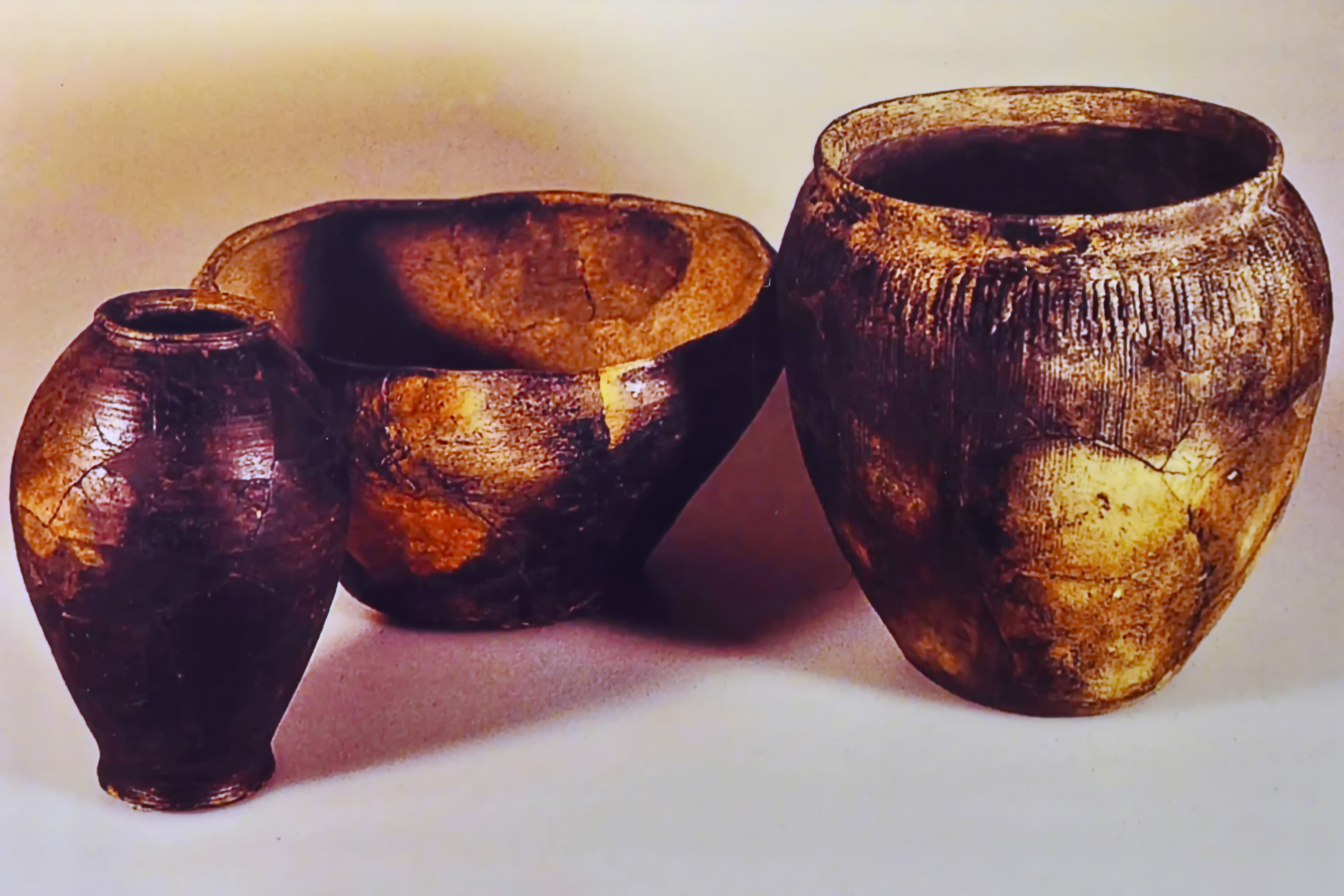
Spätkeltische Keramik aus der Grabung beim Rennweg 5

Die Brocken bestehen aus einer grossen Anzahl miteinander verschmolzener keltischer Münzen, die mit Holzkohlestücken durchmischt sind. Zwei Münztypen lassen sich unterscheiden: Potinmünzen der in Ostgallien beheimateten Sequaner und vom sogenannten Zürcher Typ, die einheimischen Helvetiern zuweisbar sind. Bekannte Fundorte sind wie erwähnt bei der Bahnhofstrasse (Bürkliplatz) – Siedlung Alpenquai oder Grosser Hafner – und Einzelfunde beim Oppidum Uetliberg. Insgesamt wurden aus den Potinbrocken rund 18'000 Potinmünzen aufgeschmolzen, welche sich in die Zeit um 100 v. Chr. datieren lassen. Die Potinmünze vom Zürcher Typ weist auf der Vorderseite ein Doppelanker-Ornament auf, auf der Rückseite ein nicht eindeutig identifizierbares, gehörntes Tier (vielleicht ein Hirsch) mit geschweiftem Schwanz. Der Fund ist bislang einmalig und stellt die wissenschaftliche Forschung vor einige Rätsel: Auffallend ist, dass das Einschmelzen der Klumpen nicht zu Ende geführt wurde. Ob die Weiterverarbeitung der überaus schweren Brocken in geschmolzener Form überhaupt angestrebt wurde, erscheint fraglich, und kultische Opfergaben gehören zu den möglichen Deutungen des Funds. Aufschlussreich ist die Fundstelle, die zu jener Zeit mindestens 50 Meter vom Ufer entfernt und wohl ein bis drei Meter tief im Wasser des Zürichsees lag. Vergleichbar sind andere ur- und frühgeschichtliche Fundstellen von absichtlich zerstörten und im Wasser deponierten Metallgegenständen, zum Beispiel Schwertern. Die aussergewöhnliche Fundlage lässt an Opfergaben denken, die im Rahmen von rituellen Handlungen dem Wasser anvertraut wurden. Dies trifft sich mit den Erkenntnissen aus einigen keltischen Fundstätten und Berichten griechischer und römischer Autoren, die Kelten würden in Seen und Mooren Opfergaben niederlegen.

### Tüpfelplatten
Unter den Funden der Grabungskampagne im Sommer 2007 am Rennweg befanden sich auch Fragmente zweier sogenannten Tüpfelplatten, auf die die Zürcher Stadtarchäologen sehr stolz sind. Das besser erhaltene Fragment besteht aus einem handtellergrossen Stück gebrannter Keramik mit mehreren runden Vertiefungen, zur Herstellung von Geld (zumeist Potinmünzen). In den Vertiefungen wurden kleine Metallmengen geschmolzen, und die dabei hergestellten Schrötlinge wurden für die Münzprägung verwendet. Ein Zusammenhang zwischen den am Rennweg gefundenen Fragmenten und den Münzklumpen ist ungeklärt: Potinmünzen wurden aus einer Bronzelegierung gegossen, Tüpfelplatten dienten hingegen eher zur Prägung von Silber- oder Goldmünzen, welche die Kelten ebenfalls verwendeten. Der bemerkenswerte Fund lässt vermuten, dass die keltische Siedlung aus dem 1. Jahrhundert v. Chr. über eine Münzprägestätte verfügte und somit wesentlich bedeutender war als bislang angenommen.

### Bedeutung der Siedlung
Untermauert wird diese Annahme auch von einer weiteren Entdeckung: Der V-förmige keltische Graben in der Oetenbachgasse war wahrscheinlich kein Aussen-, sondern ein Innengraben. Wichtig ist diese Erkenntnis deshalb, weil die Kelten der Spätlatènezeit ihre Siedlungen mit Gräben in verschiedene Stadtquartiere unterteilten. Wie in anderen Siedlungen könnte es sich dabei um eine Abgrenzung zwischen den Bereichen von Handwerkern, der Nobilität, Kultbezirken und öffentlichen Plätzen gehandelt haben. So fanden sich am Nordwestabhang des Lindenhofs Eisenschlacken als Zeugnis von Metallhandwerk, und bereits 1866 wurde bei Baggerarbeiten in der Limmat bei der Rathausbrücke ein Bündel von 20 stabförmigen Eisenbarren – je 50 cm lang und 770 bis 850 Gramm schwer – gefunden.
Wertvolle Funde aus keltischer Zeit wären im Bereich der Uraniastrasse (erbaut 1905) zu erwarten gewesen, dem vermuteten Schwerpunkt der keltischen Siedlung. Allerdings wurde beim Bau der Strasse so viel Erdreich abgetragen, dass in diesem Bereich (Sihlbühl/Polizeihauptwache) bei künftigen Grabungen nicht mit weiteren Spuren der Siedlung gerechnet wird.

## Bezüge zu weiteren Fundorten
Ein Zusammenhang der Siedlung aus dem 1. Jahrhundert v. Chr. beim Lindenhof mit der Höhensiedlung (Akropolis) auf dem Oppidum Uetliberg und dem Fürstengrabhügel Sonnenbühl darf vermutet werden. Beide könnten zu den auf schweizerischem Gebiet beschriebenen Oppida in Cäsars De bello Gallico gezählt werden und dürften mit hoher Wahrscheinlichkeit von überregionaler Bedeutung gewesen sein. Eine Auflassung im Gallischen Krieg respektive Datierung der Besiedlungsgeschichte um die Zeitenwende ist bislang offen.
Über ein gleichzeitig existierendes Inselheiligtum der keltischen Helvetier auf dem Grossen Hafner können bislang nur Vermutungen angestellt werden, wenn auch der bereits erwähnte römische Rundtempel aus dem frühen 2. Jahrhundert nachgewiesen ist und auf einem früheren Heiligtum erbaut sein könnte.
Ein vorrömisches, keltisches Zürich darf mit dieser neuen archäologischen Gesamtanalyse als gesichert gelten, auch wenn korrekterweise – noch – nicht von einem klassischen nach Cäsar Oppidum gesprochen werden kann. Eine präzise zeitliche Einordnung der Besiedlungsdauer ist noch offen, dazu sind die Funde bislang zu spärlich.